# 东风路街道 (衡阳市)
东风路街道，是中华人民共和国湖南省衡陽市珠晖区下辖的一个乡镇级行政单位。

## 行政区划
东风路街道下辖以下地区：
东风路社区、前进里社区、玄碧塘社区、一六村社区、茅坪社区和苏州湾社区。